# جوانما
جوانما (بالإسبانية: Juan Manuel Delgado Moreno)‏ (13 يناير 1977 في إسبانيا - ) هو لاعب كرة قدم إسباني في مركز الدفاع. لعب مع أتلتيكو مدريد ب وأتلتيكو مدريد وديبورتيفو لاكورونيا وراسينغ سانتاندير وريكرياتيفو ونادي تينيريفي ونادي سالامانكا ونادي قادش وAyamonte CF ‏.

## وصلات خارجية
- جوانما على موقع قاعدة بيانات كرة القدم.إي يو (الإنجليزية)